# Lene Marlin
Pour les articles homonymes, voir Marlin.
Lene Marlin, née le 17 août 1980 à Ullsfjord, en Norvège, est une chanteuse norvégienne.

## Biographie
Lene Marlin Pedersen est née le 17 août 1980 à Ullsfjord à côté de Tromsø en Norvège. Elle passera toute son enfance et toute son adolescence à Tromsø. Elle a un frère appelé Rune.
Passionnée de musique depuis son plus jeune âge, elle reçoit sa première guitare au Noël 1995.
À l'âge de 17 ans, elle commence l'écriture de son premier album Playing My Game, album qui rencontrera un succès planétaire, notamment grâce à la sortie de ses trois singles Unforgivable Sinner, Sitting Down Here et Where I'm Headed.
Ce premier album sort en Norvège puis dans le reste de l'Europe et au Japon en 1999.
Après une période d'absence, Lene Marlin revient en 2003 avec la sortie de son second album Another Day, plus intimiste, avec des textes plus mûrs.
Enfin deux ans plus tard, Lene Marlin sort l'album intitulé Lost In A Moment. L'album est sorti en France le 3 avril 2006.
Marlin a chanté un duo avec le groupe suisse Lovebugs, dans une chanson intitulée Avalon. Elle a également coécrit avec Stargate, les producteurs de leur album Lost In A Moment, une chanson pour Rihanna intitulée Good Girl Gone Bad, extraite de l'album du même nom de cette dernière, paru en 2007.
En 2017, Marlin est un des jurés des saisons 4 et 5 de la version norvégienne de The Voice.

## Vie privée
Lene et son conjoint l'acteur norvégien Kåre Conradi ont une fille née en 2020 prénommée Ellie.

## Discographie

### Singles
Playing My Game
- "Sitting Down Here"
- "Unforgivable Sinner"
- "Flown away"
- "The way we are"
- "So I see"
- "Maybe I'll go"
- "Where I'm Headed"
- "One year ago"
- "A place nearby"

Another Day
- "You Weren't There"
- "Another Day"
- "Sorry" (Italie uniquement)

Lost In A Moment
- "How Would It Be"
- "What If"
- "Still Here" (Japon uniquement)
- "My Lucky Day" (Cd promo : France et Italie)

In Every Waking Moment
- "Avalon" (duo avec le groupe suisse Lovebugs)

Twist The Truth
- "Here We Are"
- "You Could Have"

## Utilisation
My Lucky Day a été utilisée pour une publicité de Kinder, Sitting Down Here a été utilisée pour une publicité de Courmayeur et Where I'm Headed pour le film français Mauvaises Fréquentations (1999).